# 阿尔特马克

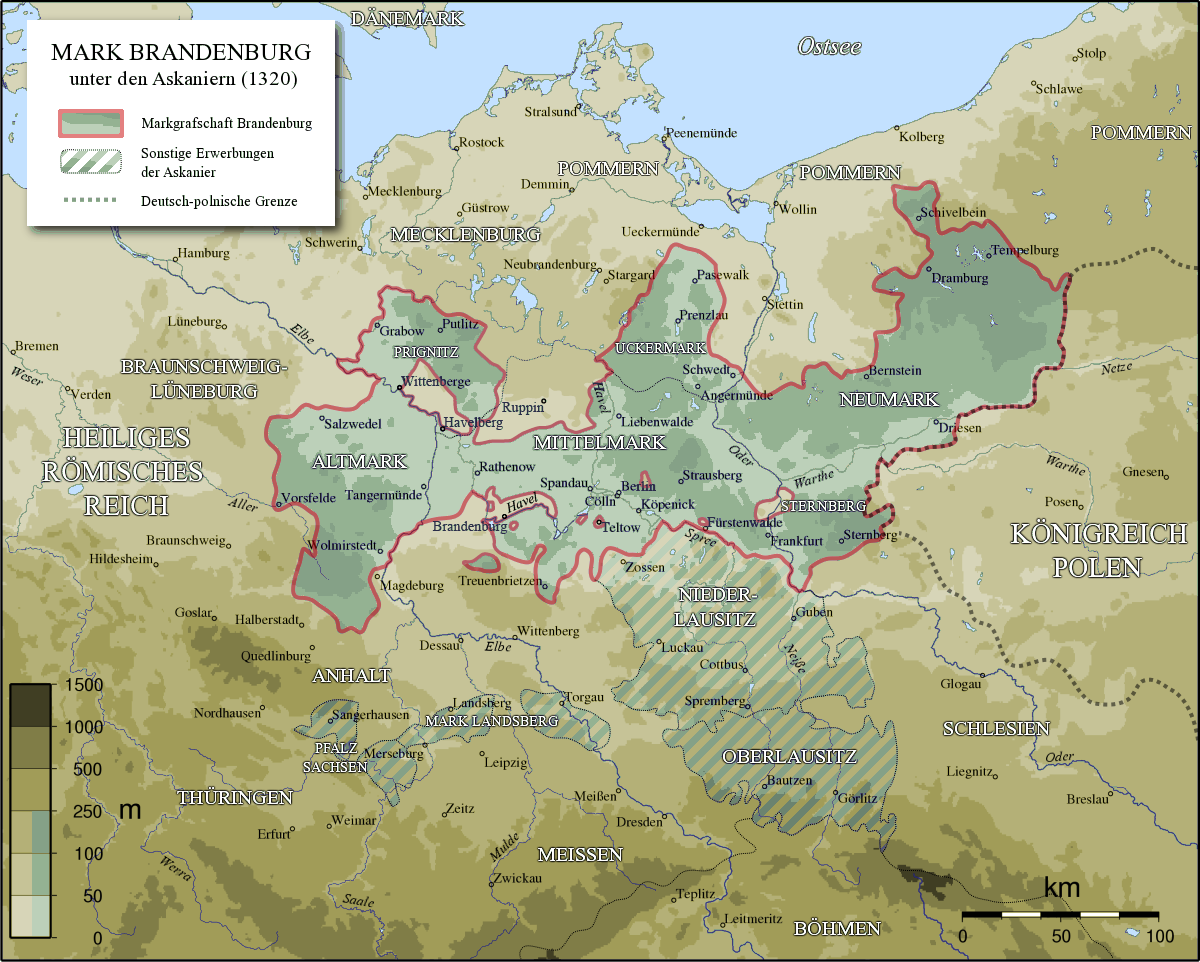
1320年的勃兰登堡边疆区，从左至右分别为阿尔特马克（老边区）、米特尔马克（中边区）、诺伊马克（新边区）

阿尔特马克（德語：Altmark，發音：[ˈaltˌmaʁk] ⓘ，意为“旧边区”）是德国东北部一个历史悠久的地区，包括萨克森-安哈尔特州北部的三分之一。 作为勃兰登堡边区的最初领土，它有时被称为“普鲁士的摇篮”（语出自奥托·冯·俾斯麦）。